# هارالامب ليكا
هارالامب جورج ليكا (23 فبراير 1873-9 مارس 1920) يُعرف أيضًا باسم هارالامب ليكا أو هار ليكا أو هارالامبي ليكّا، شاعر وكاتب مسرحي ومترجم روماني. انتمى إلى عائلة من الطبقة العليا، كونه حفيد الفنان كونستانتين ليكا وشقيق عالم الأنساب أوكتاف جورج ليكا، وكذلك ابن أخ ومنافس الكاتب أيون لوكا كاراجياله. كان مضطربًا في شبابه، درس الطب والقانون لفترة، ووصل أيضًا إلى رتبة ضابط ثانوي في الجيش البري. ظهر لأول مرة في الأدب بتوجيه من بوجدان بيتريسيكو هاسديو، الذي استفاد أيضًا من خدمات ليكّا كوسيط. كانت بواكير أعماله في مجال الشعر، وكانت جنائزية بشكل ملحوظ، ما دل على إلمامه بالأدب الفرنسي في القرن التاسع عشر والتلميح إلى ارتباط غامض بالرمزية. تعاون لفترة وجيزة مع مجمّع جونيميا الأدبي، ثم مع فروعها المنشقة، ولم ينضم أبدًا إلى الحركة الرمزية الوليدة، وقضى حياته اللاحقة في عزلة نسبية عن جميع الدوائر الأدبية.
حصل شعر ليكا، المعترف به رسميًا كشعر مُنجز في السياق، على جوائز أدبية من الأكاديمية الرومانية، ولكن النقاد اللاحقين قد تجاهلوه باعتباره شعرًا غير ملهم وغير مهم في نهاية المطاف. أُعجب معاصرو ليكّا به ككاتب مسرحي. شكلت مجموعته من الكوميديا التراجيدية والتي مالت إلى المذهب الطبيعي والمسرح السياسي، ذروة الاتجاهات الأدبية في كاليفورنيا. زاد من ذخيرته بترجمات عديدة ولكن غير متكافئة في الدراماتوج، بدءًا من الدراما الشعرية لوليام شكسبير بين عامي 1898-1908 مدفوعًا بفرقة ضمت ديميترياد وأريستيزا رومانيسكو وفليمير ماكسيميليان وكونستانتين نوتارا، وقاده هذا العمل لاحقًا إلى المساهمة بترجمات نثرية من أعمال أوروبا الغربية، وكان غزير الإنتاج فيها.
عمل ليكّا بشكل مباشر مع الممثلين، كمخرج لمسرحياته ومسرحيات الآخرين، وأدّى بعض الأدوار على المسرح، وسُخر غالبًا من أدائه الشخصي وإصراره على التمثيل المنهجي.
أدت صراعاته مع الممثلين والمدراء إلى إقالته من مسرح ياش الوطني، ثم إبعاده عن المسرح الوطني في بوخارست، وتركه أمام خيار العمل مع الشركات الخاصة. جمع قصائده النثرية في أوائل العقد الأول من القرن العشرين، وأنتج مذكرات ومقالات أوجزت أفكاره حول المجتمع والدراما المسيحية.
ظلّت مساهماته في السيناريو –رغم كونها رائدة- محط شكوك بالانتحال من كاراجياله. شارك في حرب البلقان الثانية، وكان أحد المحاربين القدامى، إذ حارب على الجبهة الرومانية في الحرب العالمية الأولى، وتوفي بعد فترة وجيزة من انتهاء هذه الحرب، بعد معركة خاسرة مع الشلل. نُسي ككاتب، وكان موضع سخرية من الحداثيين، رغم استمرار عرض مسرحياته حتى ثلاثينيات القرن العشرين.

## السيرة الذاتية

### النشأة
وُلد في كاراكال لوالديه جورج ليكّا وزوي (مينوستيريانو قبل الزواج)، وكان جده الرسام والصحفي كونستانتين ليكا. تنتمي العائلة إلى نبلاء البويار، ووفقًا لأساطير العائلة فقد نشأت في رومانيا القديمة من جدهم بابليوس بروسيوس ليكا، إذ قد تعود جذورهم إلى بلغاريا البيزنطية وبارونييّ غريتزينا. يُزعم أن بطريرك العائلة في والاشيا هو أغا ليكا راكوتا، ياور الأمير مايكل الشجاع، وربما أيضًا صهر مايكل. هاجر نسله المباشر، أرماي رادو ليكا، إلى كورونا (براشوف) في عام 1730، وأنجب هناك، إذ كان حفيده الرسام باهارنيك.
استقر أعمام هارالامب في أولتينيا، ومنهم الكاتب والعضو في مجلس النواب كوستانتين ليكّا الابن، والجندي المحترف جورج، وكان هارالامب على صلة قرابة بعيدة بديمتري ليكا، الذي شغل مناصب رئيسية في الممالك المتحدة ومملكة رومانيا. تزوجت عمته كليوباترا من الكولونيل غريغور بوينار، ابن شقيق الموسوعي بيتراش بوينارو. كانت أيضًا ابنة خالة الكاتب المسرحي أيون لوكا كاراجياليه، وكانت لفترة من الوقت محبوبة الشاعر ميهاي إمينسكو.
حارب والد هارالامب، جورج ليكا- وهو فارس- بامتياز في حرب استقلال رومانيا، وكرس ابنه له قصيدة واحدة على الأقل. أصبح ابنه الأصغر من زواجه اللاحق- أوكتاف جورج ليكا- قاضيًا، واشتُهر لاحقًا محليًا كعالم أنساب، ومُقدّم، وعالم أنثروبولوجيا، وكانت ابنته إلفيرا إيغا ليكا.
كان هارالامب ليكّا أولتينيًا بالولادة، وأُدرجت أعماله أحيانًا في المختارات الإقليمية، وكان ذلك –وفقًا لما لاحظه الباحث الأولتيني سي دي فورتونيسكو- مبالغةً. ناقش ليكّا أنه «لا يدين بشيء لهذه المنطقة، فقط مصادفة ولادته هنا، أو فترة قصيرة من طفولته، ما جعله في حالة اتصال معنا».
أُدرج هارالامب في عام 1880 ضمن المتدربين في معهد بونتبراينت-شافيتز في بوخارست، في نفس فصل الممثل أيون لافيسكي، لكنه أنهى لاحقًا المدرسة الابتدائية في مسقط رأسه، والمدرسة الثانوية في كرايوفا. عمل كملازم ثاني احتياطي في فوج المدفعية السادس، ولربما قد عمل أيضًا في وزارة المالية.
بدأ بدراسة الطب في جامعة باريس في عام 1897 (ألهمه كتابة قصائد عن التشريح)، لكنه عاد إلى جامعة بوخارست حيث درس القانون. ورد في يناير 1901 أنه درس الأدب في جامعة بروكسل الحرة. تخرج من كلية الحقوق في بوخارست، ولكن بعد فترة توقف طويلة، وبحسب ما ورد حصل على درجة علمية في مجال الطب ودكتوراه في الآداب.